# Лого људских права
Званични лого људских права је изабран 2011. године у такмичењу између више од 15.000 предлога из преко 190 земаља. Победнички лого представља симбол који је настао спајањем два универзална мотива - људске шаке и птице. Радни назив логоа је Free as a man (слободно као човек), а креиран је од стране српског дизајнера Предрага Стакића.

## Избор
3. маја 2011. године, на светски дан слободе штампе је отворен конкурс за званични лого људских права под слоганом By people for people (Од људи за људе). Пристигло је више од 15.000 предлога из преко 190 различитих држава широм света. У августу исте године међународни жири је одабрао 10 финалних предлога и започето је гласање преко интернета. 23. септембра је представљен победнички лого, који је креирао Предраг Стакић, српски дизајнер из Београда. Стакић је изјавио да један лого не може променити свет, али представља симбол који може окупити људе, а они могу променити свет.